# Florencia-Pistoia
Florence-Pistoia foi uma corrida de ciclismo italiana disputada no formato de contrarrelógio entre Prato e Quarrata, na província de Pistoia.
Criada em 1985, desde a criação dos Circuitos Continentais da UCI em 2005 fez parte do UCI Europe Tour, dentro da categoria 1.1. A edição do 2006 foi anulada por problemas de organização e definitivamente a partir do 2009 deixou de disputar-se.

## Palmarés
| Ano  | Ganhador             | Segundo              | Terceiro              |
| ---- | -------------------- | -------------------- | --------------------- |
| 1870 | Rynner Van Heste     | Auguste Charels      | Alexandre De Sariette |
| 1985 | Rolf Gölz            | Gregor Braun         | Charly Mottet         |
| 1986 | Lech Piasecki        | Charly Mottet        | Rolf Gölz             |
| 1987 | Helmut Wechselberger | Lech Piasecki        | Gianni Bugno          |
| 1988 | Tony Rominger        | Rolf Gölz            | Lech Piasecki         |
| 1989 | Tony Rominger        | Erik Breukink        | Maurizio Fondriest    |
| 1990 | Lech Piasecki        | Daniel Steiger       | Mario Kummer          |
| 1991 | Tony Rominger        | Andrea Chiurato      | Franco Ballerini      |
| 1992 | Tony Rominger        | Claudio Chiappucci   | Sean Yates            |
| 1993 | Maurizio Fondriest   | Chris Boardman       | Laurent Bezault       |
| 1994 | Francesco Casagrande | Luca Scinto          | Maurizio Fondriest    |
| 1995 | Francesco Casagrande | Gianni Faresin       | Stefano Giraldi       |
| 1996 | Marco Fincato        | Fabio Roscioli       | Massimo Podenzana     |
| 1997 | não se disputou      | não se disputou      | não se disputou       |
| 1998 | Marco Velo           | Ruslan Ivanov        | Luca Scinto           |
| 1999 | Marco Velo           | Gianmario Ortenzi    | Chann McRae           |
| 2000 | não se disputou      | não se disputou      | não se disputou       |
| 2001 | Nathan O'Neill       | Andrea Tafi          | Slawomir Kohut        |
| 2002 | Fabrizio Guidi       | Francesco Casagrande | Yevgeni Petrov        |
| 2003 | Andrea Peron         | Filippo Simeoni      | Dario Cioni           |
| 2004 | Sergiy Matveyev      | Michael Rogers       | Ondrej Sosenka        |
| 2005 | Sergiy Matveyev      | Andriy Grivko        | Giovanni Visconti     |
| 2006 | não se disputou      | não se disputou      | não se disputou       |
| 2007 | Boris Shpilevsky     | Dario Cioni          | Giovanni Visconti     |
| 2008 | Andriy Grivko        | Marco Pinotti        | Dario Cioni           |
| 2009 | não se disputou      | não se disputou      | não se disputou       |